# Сингапур в составе Стрейтс-Сетлментс
Сингапур в составе Стрейтс-Сетлментс — период с 1826 по 1942 гг. в истории Сингапура, во время которого он являлся частью колонии Стрейтс-Сетлментс. С 1830 по 1867 годы Стрейтс-Сетлментс являлись Резидентством в составе Бенгальского президентства Британской Индии, с 1867 года — отдельной королевской колонией, подчинявшейся непосредственно Министерству по делам колоний в Лондоне. В этот период Сингапур превратился в важный торговый порт.

## В составе Резидентства
В 1826 году все британские владения в Малайе были объединены, образовав четвёртое — Восточное — президентство Индии: Стрейтс-Сетлментс. В 1830 году Восточное президентство было ликвидировано, и Стрейтс-Сетлментс стали резидентством в составе Бенгальского президентства В 1832 году административный центр Стрейтс-Сеттлментс был перенесён из Джорджтауна на Пинанге в Сингапур.
На протяжении этого периода британское правительство видело главный смысл существования Стрейтс-Сетлментс в обеспечении контроля над морскими путями в Юго-Восточную Азию и Китай. Развитию Стрейтс-Сетлментс способствовал переход к политике свободной торговли и ограничению торговой деятельности монопольной Британской Ост-Индской компании, что привело к подъёму торговли и возрастанию в ней роли частных предпринимателей. Выгодное географическое положение и гибкая торговая политика, а также сохранение статуса «свободного порта» (несмотря на все попытки Ост-Индской компании ввести в нём торговые пошлины) обеспечили быстрый рост Сингапура. «Открытие» Китая в результате Опиумных войн и строительство Суэцкого канала (введён в действие в 1869 году), сократившего путь из Лондона со 117 до 45 дней, сыграли решающую роль.
Если в 1825 году на долю Сингапура приходилось 64,5 % общей стоимости торговли Стрейтс-Сеттлментс, то в 1864 году эта доля выросла до 71,3 %. В отличие от прочих поселений Стрейтс-Сеттлментс, обеспечивавших торговые связи с малайскими княжествами, Сингапур был более ориентирован на широкую международную торговлю: через него шли товарные потоки в Великобританию, Индию, Китай, Сиам, Вьетнам…
Британские власти, нуждаясь в дешёвой рабочей силе, поощряли иммиграцию из Индии и Китая. В Сингапуре в 1830 году китайцы составляли примерно 39 % населения, а в 1860 году — свыше 63 %. В связи с тем, что до 1863 года китайские власти запрещали эмигрировать женщинам, большая часть иммигрантов, скопив деньги, возвращалась в Китай. Тем не менее, к середине XIX века в Сингапуре сложилась китайская торговая буржуазия, ставшая серьёзной экономической силой. Китайский торговый капитал был организован в торговые товарищества-гунсы, контролировавшиеся тайными обществами. Тайные общества нередко вступали между собой в ожесточённую борьбу, приводившую к кровопролитиям на улицах Сингапура. Особенно острый характер вооружённые столкновения между китайскими тайными обществами приобрели в 1850-1860-х годах.
Британская Ост-Индская компания, сосредоточившись на извлечении прибыли от торговли, мало внимания уделяла социальным и административным проблемам. Так, в Сингапуре в 1850 году на 56023 жителя приходилось всего 12 полицейских, а чиновники не знали китайского языка. Основные доходы городские власти извлекали от продажи лицензий на азартные игры и опиумокурильни.
С начала 1850-х годов английская и китайская буржуазия Стрейтс-Сетлментс стала требовать отделения колонии от Индии. В июне 1856 и январе 1857 гг. в парламент были направлены петиции о передаче Стрейтс-Сетлментс непосредственно британской короне. В 1858 году вопрос об их статусе был поставлен в парламенте, и в ноябре 1859 года генерал-губернатор Индии выразил согласие на отделение. Передача затянулась в связи с ликвидацией Ост-Индской компании. В 1863 году парламент назначил специальную комиссию, а 1 апреля 1867 года Стрейтс-Сетлментс превратились в королевскую колонию Великобритании.

## В составе королевской колонии до Первой мировой войны
Открытие Суэцкого канала резко усилило торговое и стратегическое значение Сингапура. Если в 1869 году импорт Сингапура составлял около 32 миллионов малайских долларов, то в 1879 году — свыше 56 миллионов, а экспорт за тот же период увеличился с почти 27 миллионов до более чем 49 миллионов.
После отделения Стрейтс-Сетлментс от Индии увеличился объём торговли колонии с малайскими княжествами. Торговые палаты Сингапура и Пинанга засыпали местные власти и правительство петициями о необходимости «навести порядок» в Малайе, открыть туда доступ английскому капиталу, превратить Малайю в колонию. В первой половине 1870-х годов Великобритания перешла к политике экспансии на Малаккском полуострове, и в период с 1870 по 1878 годы стоимость импорта из Юго-Восточной Азии в Сингапур выросла с почти 5,5 миллионов малайских долларов до более 5,7 миллионов, а экспорта — с 3,8 миллионов до почти 4,6 миллионов.
С резким усилением парового флота в морской торговле Сингапур превратился в одну из главных угольных станций на пути из Европы на Дальний Восток. В 1890 году на острове Пулау-Брани рядом с Сингапуром был построен оловоплавильный завод, на который стала поступать руда не только из малайских княжеств, но и из Сиама, Австралии, Аляски и Южной Африки. В 1907 году на острове Сингапур появились каучуковые плантации, а в 1908 году английские фирмы начали продавать каучук в Сингапуре, несмотря на протесты Лондона. В 1911 году Сингапурская торговая палата учредила Каучуковую ассоциацию, которая стала организовывать аукционы в Сингапуре. В конце XIX века сингапурская «Сайм энд Ко» построила нефтехранилище на острове Пулау-Буку, которое к 1902 году превратилось в главный центр снабжения нефтью для Юго-Восточной Азии и Дальнего Востока.
В 1870 году через Индию до Сингапура дотянулись европейские телеграфные линии. В 1879 году в Сингапуре появилась телефонная служба. В 1909 году Сингапур был связан железной дорогой с Кранджи, расположенным напротив Джохор-Бару на берегу Джохорского пролива. К 1913 году была завершена модернизация Сингапурского порта.
За период с 1881 по 1911 годы население Сингапура выросло на 40 %. К началу XX века в Сингапуре образовалось значительное иммигрантское — китайское и индийское — население (в 1911 году из 185 тысяч жителей Сингапура 3/4 были китайцами). Наряду с постоянно приезжающими и уезжающими кули существовало китайское население, уже родившееся в Сингапуре (в 1901 году — 10 %, в 1911 году — 25 %). Богатая и влиятельная прослойка китайцев, являвшихся английскими подданными, выступила инициатором создания китайских и английских миссионерских школ. В 1900 году была основана Британско-китайская ассоциация Проливов, объединившая европейски образованных состоятельных китайцев Стрейтс-Сетлментс, выступавших за сотрудничество с колониальной администрацией.
Однако среди сингапурских китайцев сохранялись и связи с исторической родиной. В 1899 году один из крупнейших торговцев Сингапура собрал свыше тысячи подписей среди сингапурских торговцев под петицией протеста против переворота, осуществлённого в Китае вдовствующей императрицей Цыси, в результате которого от власти были отстранены реформаторы во главе с Кан Ювэем. В 1900 году Кан Ювэй посетил Сингапур и собрал деньги на подготовку антиманьчжурского восстания в Ханькоу. В 1905 году на деньги местных китайцев в Сингапуре был открыт медицинский колледж, а в 1906 году функционировало шесть современных китайских школ, где обучение велось на севернокитайском, а не на южных диалектах китайского языка, на которых говорило большинство иммигрантов. В том же 1906 году Сунь Ятсен основал в Сингапуре отделение своей организации Тунмэнхой. В декабре 1912 года в Сингапуре возникло отделение партии Гоминьдан.
Экономическая и политическая роль индийской общины в Сингапуре была несравненно меньше, чем китайской, так как индийцы прибывали в Стрейтс-Сетлментс через Пинанг, и поселялись в основном в Пинанге и Порт-Суиттенхэме. Индийское население было менее сплочённым, чем китайское, разделялось по национальностям, религиям и кастам.
В последней четверти XIX века Сингапур стал одним из экономических центром малайско-исламского мира и базой индонезийской иммиграции в Малайю. С развитием парового флота Сиигапур стал превращаться в центр транспортировки мусульманских паломников Архипелага и Полуострова, совершавших хадж, чему способствовала более либеральная, чем у голландцев в Голландской Ост-Индии, политика британских колониальных властей. Многие паломники проводили в Сингапуре месяцы, а иногда и годы, чтобы накопить деньги на путешествие в Мекку. В 1901 году мусульманское население Сингапура составило 36 тысяч человек.
С созданием в 1887 году муниципалитета Сингапур стал менять облик. Стали перестраиваться улицы, возводиться новые здания, прокладываться дороги. Возникла пожарная служба (1888 г.), появился трамвай и электрическое освещение на главных улицах (1906 г.). В 1896 году комиссия под председательством Лим Бункена установила, что масса населения живёт в ужасающих условиях: смертность выше, чем в Гонконге, на Цейлоне и в Индии; жители страдают от болезней, причинами которых являются бедность, отвратительные жилищные условия, недоедание и антисанитария; одна из главных причин такого состояния — потребление опиума бедными слоями населения.
В 1906 году генеральный консул Китая в Сингапуре при поддержке Лим Бункена и его немногочисленных сторонников, а также европейских миссионеров, создал Сингапурское антиопиумное общество, деятельность которого сразу же натолкнулось на сопротивление большинства европейских и китайских торговцев и англоязычной прессы. Созданная в 1907 году комиссия установила, что опиумокурение наносит ущерб главным образом бедным слоям населения, причём особенно страдают рикши, доживающие вследствие потребления опиума лишь до 35-40 лет. Попытки губернатора Джона Андерсона ввести подоходный налог вместо лицензий на торговлю опиумом встретили резкую критику недолжностных членов Законодательного совета. В качестве полумеры администрация в 1910 году монополизировала производство опиума, улучшив его качество, и вплоть до середины 1920-х годов опиум продолжал приносить в бюджет Сингапура почти половину поступлений.

## От Первой мировой войны до Второй
По-видимому, в Сингапуре ещё до Первой мировой войны действовали индийские националистические организации радикального толка, которые вели пропаганду среди индийского населения и индийских военнослужащих. С деятельностью этих организаций было связано антиколониальное выступление в Британской Малайе во время Первой мировой войны — сингапурское восстание 1915 года.
После майских событий 1919 года китайцы в Малайё приняли активное участие в антияпонских демонстрациях и бойкотах. В 1920-х годах под влиянием партии Гоминьдан стали появляться новые китайские школы, политические клубы и различные печатные издания. В марте 1927 года полиция расстреляла в Сингапуре китайскую демонстрацию, организованную по случаю годовщины смерти Сунь Ятсена. После этого полиция обрушилась на китайские школы. После конттреволюционного переворота 1927 года Гоминьдан в Малайе раскололся на левый Революционный комитет малайского Гоминьдана и Гоминьдан Малайи (куда вошли сторонники Чан Кайши). Обеспокоенные ростом китайской националистической пропаганды, английские колониальные власти в 1930-х годах запретили отделения Гоминьдана и поставили под более строгий контроль китайские школы.
В 1926 году возникла первая малайская общественная ассоциация — Сингапурский малайский союз. Главные усилия Союз сосредоточил на проблеме образования, и в 1929 году по его инициативе в Сингапуре открылась профессионально-техническая школа для малайцев. Постепенно деятельность Союза при поддержке колониальных властей принимала всё более заметную антикитайскую направленность.
Мировой кризис, вызвавший резкое падение жизненного уровня трудящихся, стал мощным толчком к развитию рабочего и профсоюзного движения. 30 апреля 1930 года на базе марксистских групп 1920-х годов была создана Коммунистическая партия Малайи. Колониальные власти прибегли к жестоким репрессиям против коммунистической партии и профсоюзов, и те могли существовать лишь нелегально. Тем не менее, они постепенно набирали силу, и в 1936 году забастовали рабочие консервных предприятий Сингапура, затем строительные рабочие города, а когда власти подавили эти забастовки силой — забастовала вся Малайя.
Начало в 1937 году японо-китайской войны, а в 1939 — Второй мировой привело к тому, что в начале 1941 года представители китайской общины обратились к губернатору с предложением своих услуг, объявив, что Японская империя — общий враг Великобритании и Китая. Губернатор принял к сведению предложение китайских поселенцев, однако за этим не последовало никаких конкретных шагов. В результате Сингапурская оборона 1942 года привела к крупнейшей капитуляции британских войск в истории.